# So Long, Marianne
«So Long, Marianne» es una canción escrita por el poeta y músico canadiense Leonard Cohen. Figuraba en su primer álbum debut, Songs of Leonard Cohen de 1967. Pitchfork Media la colocó en el número 190 de su lista de "Las 200 mejores canciones de la década de 1960" ("The 200 Greatest Songs of the 1960s").

## Historia
La canción fue inspirada por la noruega Marianne Ihlen (más tarde, Marianne Jensen), a quien Cohen conoció en la isla griega de Hidra en 1960, Cohen dijo que era la mujer más hermosa que había conocido en su vida, que era perfecta.
Marianne, cuando contaba 22 años, había arribado a la isla con su amigo, el escritor noruego Axel Jensen, donde se habían reunido un grupo selecto de intelectuales de diversas nacionalidades. Pasados más de dos años, casada y con un hijo de seis meses, Marianne fue abandonada por su marido para estar con otra mujer. En estas circunstancias, la casualidad surge en una tienda de comestibles, cuando se encuentra con Leonard, quien se presenta a sí mismo y la invita a compartir mesa con unos amigos en la calle. Los dos se caen bien y Cohen finalmente acompaña a los dos de vuelta a su casa en Oslo, Noruega. Leonard posteriormente invitaría a Marianne y a su hijo a vivir con él en Montreal, oferta que es aceptada. Con ella, Leonard vivió la evolución de la poesía a la música, en ese momento en la punta de lanza de la contracultura, y juntos deciden desplazarse a Nueva York. Vivieron juntos durante la década de 1960. Su relación, intermitente, duró siete años.
Cohen le dedicó su tercer volumen de poesía, Flores para Hitler (1964) y le inspiró directamente muchas de sus otras canciones y poemas. Una foto suya aparece en la contraportada de su segundo álbum, Songs from a Room.

## Versiones
Esta canción ha sido versionada, entre otros, por Beck, John Cale con Suzanne Vega, Brian Hyland, James (banda), Smog (banda), Russian Red o  Jean Paul, incluyendo el propio hijo de Cohen, Adam.